# Max Lingner

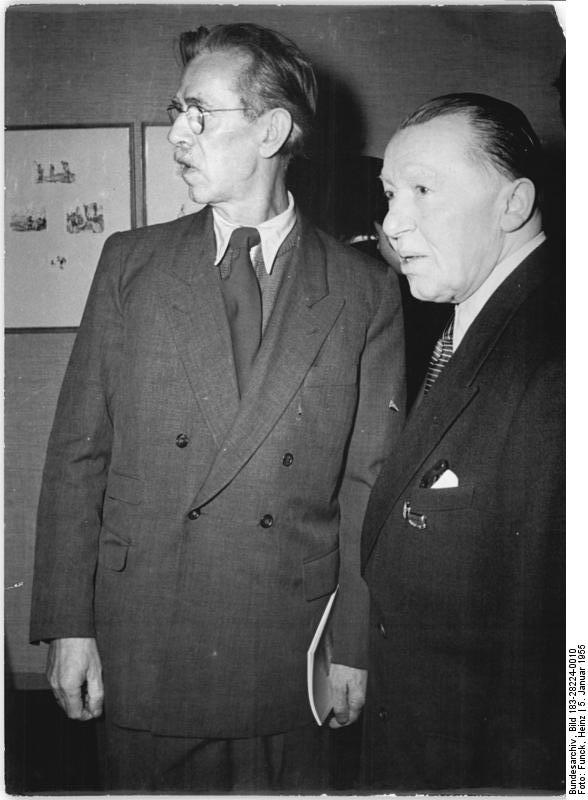
Max Lingner (rechts) mit Otto Nagel, 1955

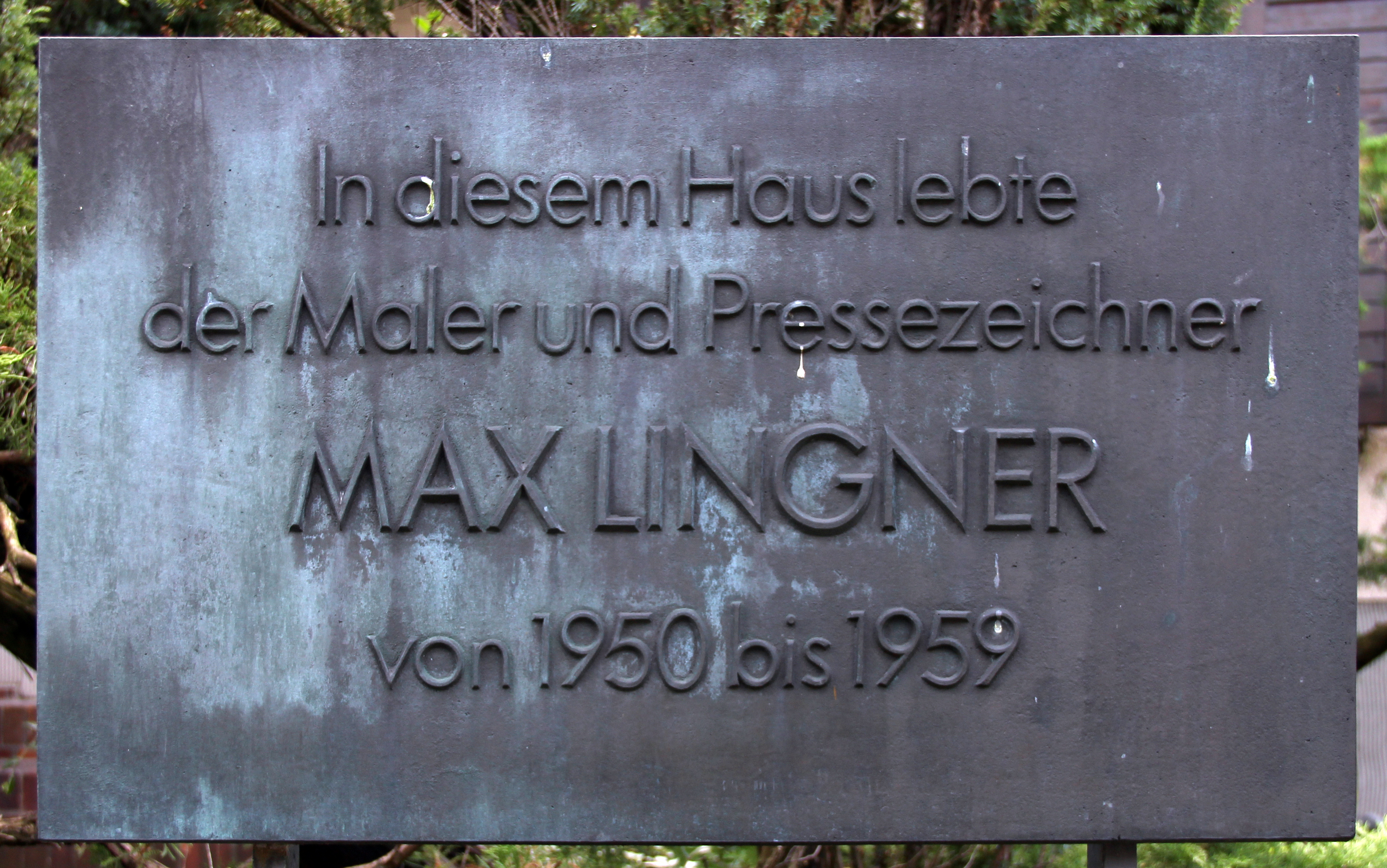
Gedenktafel am Haus der Max-Lingner-Stiftung, in Berlin-Niederschönhausen

Max Lingner (* 17. November 1888 in Leipzig; † 14. März 1959 in Berlin) war ein deutscher Maler, Graphiker und Widerstandskämpfer gegen den Nationalsozialismus.

## Leben und Werk
Als Sohn eines Xylographen legte er 1907 sein Abitur ab und studierte als Meisterschüler bei Carl Bantzer an der Kunstakademie Dresden, wo er 1912 mit einem Gemälde Singende Mädchen, wofür er den „Sächsischen Staatspreis“ erhielt, seine Ausbildung abschloss. Auf einer Studienreise 1913/14 besuchte er England, die Niederlande, Frankreich und Belgien.
Im Ersten Weltkrieg musste er an allen Fronten kämpfen. 1918 beteiligte er sich am Kieler Matrosenaufstand und wurde Mitglied des dortigen Soldatenrates. Im Ort Born auf dem Darß ließ er sich von 1919 bis 1922 nieder, scheiterte aber als Bauer. Von 1922 bis 1927 arbeitete er als Maler und Graphiker in Weißenfels, doch größere Erfolge blieben aus. Auf einen Ratschlag von Käthe Kollwitz siedelte er nach Paris über.

Schutzumschlag

Auch die ersten Jahre in Paris verliefen für ihn ohne größere Impressionen. Das Blatt wendete sich, als ihn Henri Barbusse für eine Mitarbeit bei der Wochenzeitung Monde gewann. Hier zeigte sich Lingners großes Talent als Pressezeichner, so dass ihm bald die ganze künstlerische Gestaltung der Zeitung anvertraut wurde. Die Monde erschien von 1928 bis zum Tode von Barbusse im Jahre 1935. Seit 1931 prägte Lingner mit seinem Stil das Erscheinungsbild der Zeitung. Er entwarf Zeichnungen für Titelblätter, aber auch Zeichnungen und Illustrationen zu den veröffentlichten Texten und Literaturbeilagen. Anfang der 1930er Jahre schuf er im Zusammenwirken mit Barbusse zwei großformatige Alben mit den Bildergeschichten, „Le Pêcheur et sa Femme“ und „Le Chevrier“. Mit diesen Arbeiten fand er den Weg in das Pariser Kunstleben. 1934 trat er der Assoziation revolutionärer Schriftsteller und Künstler Frankreichs (AEAR) bei. An Ausstellungen dieser Gruppe wirkte er mit. Im Jahre 1933 zeigte Lingner in der Galerie Billet (Pierre Vorms) seine ersten Werke, weitere Ausstellungen erfolgten 1939 und 1947 in Paris.
Die dort gezeigten Gemälde und Zeichnungen entstanden neben seiner täglichen Arbeit als Pressezeichner. Hunderte von Tuschezeichnungen brachte er außerdem von seinen Streifzügen durch Pariser Arbeitervorstädte – die Banlieue – mit und öfter fanden sich Motive und Personen von diesen Wanderungen in seinen Gemälden und Pressezeichnungen. Gern hat er Motive französischer Frauen gemalt und gezeichnet.
Nach der Schließung von Monde arbeitete er bei der Zeitung der Gewerkschaften La Vie Ouvrière, für die Zeitung der Jugend l’Avant-Garde und die Zeitung der Französischen Kommunistischen Partei (PCF), l’Humanité, deren Mitglied er seit 1934 war. Von 1939 bis 1940 wurde er in Haft genommen und im südfranzösischen Internierungslager Camp de Gurs gefangen gehalten. Er wurde interniert, flüchtete und lebte illegal unter dem Namen Marcel Lantier. Er schloss sich 1943 der französischen Widerstandsbewegung an und kehrte 1944 nach Paris zurück. Wieder arbeitete er für die l’Humanité und widmete sich trotz schwerer Erkrankung der Malerei.
1949 kehrte er nach Deutschland zurück und wurde Professor für Malerei des Zeitgeschehens an der Kunsthochschule Berlin-Weißensee. Bei seiner Rückkehr schenkte er 40 Gemälde, Aquarelle und Zeichnungen dem „Volk des fortschrittlichen Deutschlands“. Darunter war eines seiner bekanntesten Bilder, Mademoiselle Yvonne. Die Bilder wurden im Juni 1949 in Berlin im Haus des Deutschen Volksrats anlässlich der Tagung des Deutschen Volksrats ausgestellt.
1950 gründete Lingner mit anderen die Deutsche Akademie der Künste und wurde er Leiter einer Meisterklasse, zu deren Schülerinnen und Schülern u. a. Margret Häusler, Walter Heinrich, Gitta Kettner, Gabriele Meyer-Dennewitz, Ingeborg Michaelis-Grabowski, Hans-Hermann Schlicker und Vera Singer gehörten. Von 1950 bis 1952 war er Sekretär der Sektion Bildende Kunst. 1955 wurde Lingner Mitglied der Societé Européenne de Cultur und der Internationalen Sezession Saarbrücken.
Lingner geriet er in den Formalismusstreit, wobei ihm seine von Frankreich beeinflusste Bildsprache vorgeworfen wurde. Auch eines seiner herausragendsten Werke, das monumentale Wandbild aus Meißner Porzellan Aufbau der Republik von 1952 am einstigen Haus der Ministerien (heute Bundesfinanzministerium, während der NS-Zeit Reichsluftfahrtministerium) in der Leipziger Straße, geriet in die Kritik von Regierung und Kulturfunktionären. Lingner wurde hier nicht nur die für seinen „französischen“ Stil typische Leichtigkeit der Figuren vorgeworfen, sondern auch, dass er einen Traktor auf dem Gemälde nicht dem tatsächlichen Modell entsprechend exakt dargestellt hatte. Das Bild wurde schließlich den meisten Punkten der Kritik entsprechend angepasst.

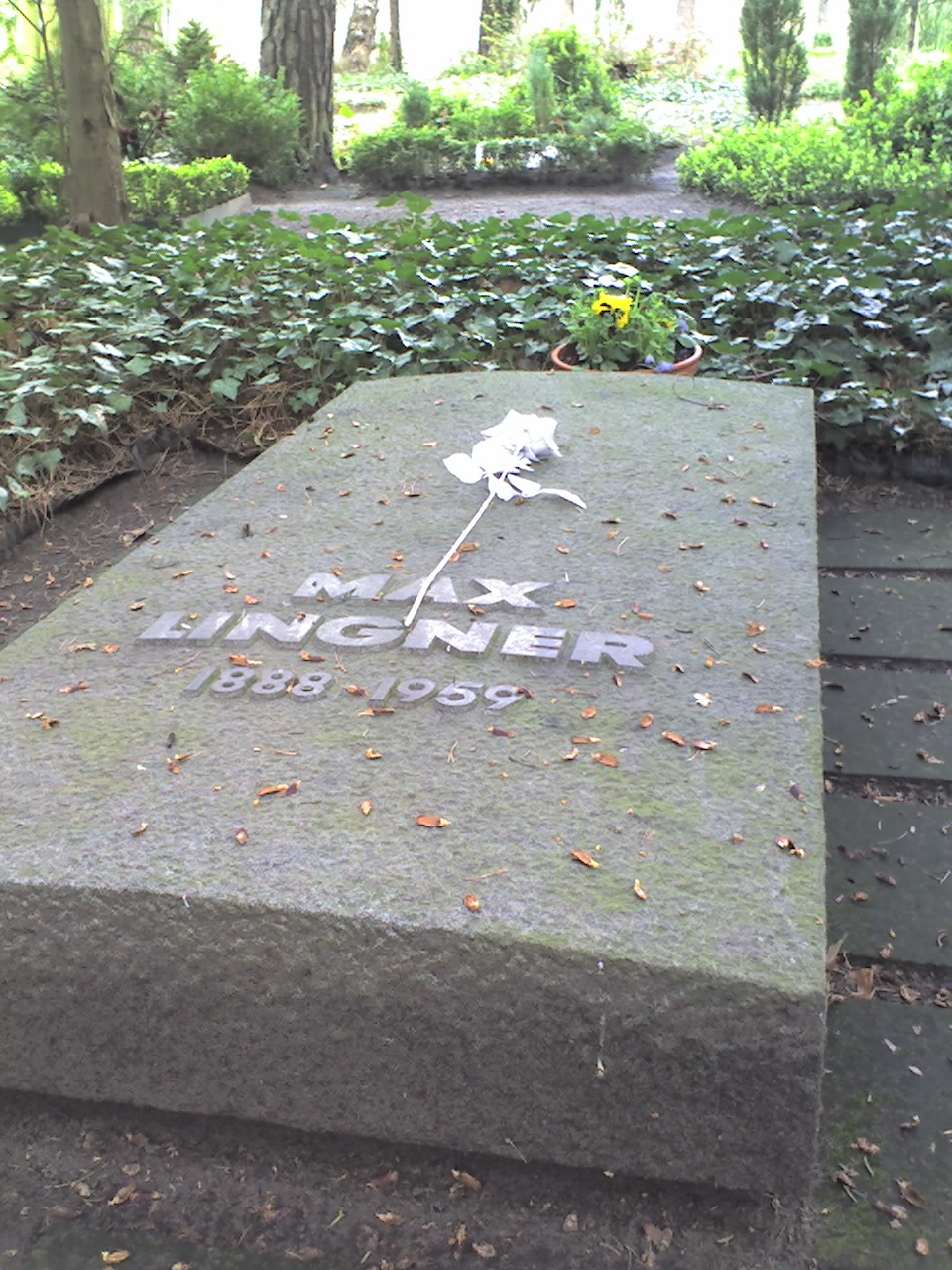
Grabstätte

Neben dem Wandgemälde gehört auch sein Werk Zwei Kriege – zwei Witwen zu den bedeutendsten Gemälden Lingners.
Lingner war Mitglied des Verbands Bildender Künstler der DDR und hatte in der Zeit der DDR im In- und Ausland eine große Zahl von Einzelausstellungen und Ausstellungsbeteiligungen, u. a. 1953 an der Dritten Deutschen Kunstausstellung in Dresden.
Lingner war mit Erika geb. Hoffmeier (1914–1997) verheiratet. Sie wohnten in Niederschönhausen im Haus Beatrice-Zweig-Straße 2.
Lingners Grab befindet sich auf dem Städtischen Friedhof Pankow III an der Leonhard-Frank-Straße in Niederschönhausen. Es ist als Ehrengrab der Stadt Berlin gewidmet.

## Erbe
Ab 1974 vergab die Akademie der Künste den Max-Lingner-Preis.
1969 wurde in Lingners ehemaligem Wohnhaus und Atelier das Max-Lingner-Archiv als Außenstelle der Deutschen Akademie der Künste eingerichtet, das sich bis zum Tod von Lingners Witwe 1997 in deren Besitz befand. Die Nachlassverwaltung wurde danach durch die Kunsthistorikerin Gertrud Heider (1928–2007) fortgesetzt, die auch den Freundeskreis Max Lingner leitete. Seit März 1999 befinden sich der schriftliche Nachlass Lingners sowie Werkfotos, die Pressegraphik und ein kleiner Teil des künstlerischen Werkes im Archiv der Akademie der Künste. Die Materialien werden dort wissenschaftlich bearbeitet und stehen für die öffentliche Nutzung bereit. Mit dem Tod Gertrud Heiders wurde im August 2007 testamentarisch die Max-Lingner-Stiftung gegründet, die durch die Rosa-Luxemburg-Stiftung betreut wird, in ihrer Arbeit aber frei ist. Sie unterstützt die weitere Aufarbeitung des im Lingner-Haus verbliebenen Teils des künstlerischen Nachlasses. Im Vorstand ist unter anderem der ehemalige Berliner Kultursenator Thomas Flierl vertreten.

Wandbild aus Meißner Porzellanplatten Aufbau der Republik (1952/53) am Detlev-Rohwedder-Haus in Berlin

## Weitere Ehrungen
- Nationalpreis der DDR II. Klasse für Kunst und Literatur für sein gesamtes bisheriges Schaffen (1952)
- Vaterländischer Verdienstorden in Silber (1954)
- Nationalpreis der DDR III. Klasse für Kunst und Literatur für sein Gemälde Der große Deutsche Bauernkrieg (1955)
- Medaille für Kämpfer gegen den Faschismus 1933–1945 (1958)

## Museen und öffentliche Sammlungen mit Werken Lingners (unvollständig)
- Berlin: Neue Nationalgalerie[7]
- Berlin: Märkisches Museum
- Berlin: Deutsches Historisches Museum
- Chemnitz: Kunstsammlungen am Theaterplatz
- Dresden: Galerie Neue Meister
- Erfurt: Angermuseum
- Frankfurt (Oder): Brandenburgisches Landesmuseum für moderne Kunst
- Halle: Kunstmuseum Moritzburg
- Leipzig: Museum der bildenden Künste
- Magdeburg: Kulturhistorisches Museum Magdeburg
- Weißenfels: Museum Weißenfels[8][9]

## Schriften
- Über das Pariser Kunstleben. In: Bildende Kunst, Berlin, 7/1958, S. 207/208

- Mein Leben und meine Arbeit. VEB Verlag der Kunst, Dresden 1955.
- Gurs. Bericht und Aufruf. Zeichnungen aus einem französischen Internierungslager 1941. Dietz, Berlin 1982[10]